# Mainvoetbalkampioenschap 1923/24
In 1923/24 werd het zestiende Mainvoetbalkampioenschap gespeeld, dat georganiseerd werd door de Zuid-Duitse voetbalbond. De Noord- en Zuidcompetities werden nu dit seizoen samen gevoegd. 
FSV Frankfurt werd kampioen en plaatste zich voor de Zuid-Duitse eindronde. Er werd gespeeld in groepsfase en Frankfurt werd voorlaatste. 

## Eindstand
| Plaats | Club                         | Wed. | W  | G | V  | Saldo | Ptn.  |
| ------ | ---------------------------- | ---- | -- | - | -- | ----- | ----- |
| 1.     | FSV Frankfurt                | 14   | 10 | 0 | 4  | 35:20 | 20:8  |
| 2.     | TSG Eintracht Frankfurt      | 14   | 8  | 2 | 4  | 33:21 | 18:10 |
| 3.     | 1. Hanauer FC 1893           | 14   | 7  | 1 | 6  | 31:30 | 15:13 |
| 4.     | FC Helvetia 02 Bockenheim    | 14   | 7  | 1 | 6  | 32:35 | 15:13 |
| 5.     | VfR Kickers Offenbach        | 14   | 6  | 2 | 6  | 32:27 | 14:14 |
| 6.     | SC 07 Bürgel                 | 14   | 5  | 4 | 5  | 22:26 | 14:14 |
| 7.     | SV Viktoria 01 Aschaffenburg | 14   | 4  | 3 | 7  | 22:27 | 11:17 |
| 8.     | SpVgg 1899 Offenbach         | 14   | 2  | 1 | 11 | 18:39 | 5:23  |

|  | Kampioen, geplaatst voor Zuid-Duitse eindronde |
|  | Degradatie                                     |